# Gulfport (Mississippi)
Gulfport ist eine Stadt im Harrison County, Mississippi, mit 72.926 Einwohnern (laut Volkszählung 2020 des US Census Bureaus). Gulfport hat eine Größe von 166 km², wobei 147 km² aus Land und 19 km² aus Wasser bestehen. Die 29.559 Gebäude der Stadt wurden durch den Hurrikan Katrina am 29. August 2005 weitgehend zerstört, zahlreiche Einwohner starben, rund 15.000 Arbeitsplätze gingen verloren. Der Wiederaufbau der Stadt und eines Casinos hat 2006 begonnen. Die Einwohnerzahl wurde 2006 auf 64.316 geschätzt; das entspricht einem Rückgang von 9,6 % gegenüber dem Jahr 2000. Diese Einschätzung bzgl. des Bevölkerungsrückgangs stellte sich in der Volkszählung 2010 als korrekt heraus. Gulfport ist ebenfalls Sitz der Countyverwaltung (County Seat) des Harrison Countys.
2016 wurde die Bevölkerung auf 72.000 geschätzt, womit Gulfport die zweitgrößte Stadt in Mississippi ist. Die Metropolregion kommt im selben Jahr auf ca. 391.000 Einwohner.

## Geschichte
William H. Hardy, Ingenieur und Eisenbahnbauer, gründete 1887 die Stadt Gulfport (= Golfhafen) als eine Hafenstadt am Golf von Mexiko und als Endpunkt der von ihm geplanten Eisenbahnlinie Gulf and Ship Island Railroad.
Joseph T. Jones stellte danach die Eisenbahnlinie und die Stadt fertig.
Im Jahr 1907 nahm der Hafen den Betrieb auf, der ein wichtiger Handelshafen geworden ist.
Am 17. August 1969 war Gulfport durch den Hurrikan Camille schwer beschädigt worden.

## Flughafen
In Gulfport befindet sich der Gulfport-Biloxi International Airport, der auch die Stadt Biloxi versorgt.

## Gulfport und der Tourismus bis 2005
Die wesentlichen Arbeitsplätze stellt der Tourismus neben den Industriebetrieben der Stadt. Anziehungspunkte für Touristen sind die feinen Sandstrände am Golf von Mexiko, der Wasserpark Marine Life Oceanarium mit dressierten Delphinen und Seelöwen, Aquarien und Vögel, der Yachthafen mit den Ausflügen nach Ship Island mit dem Fort Massachusetts und die Spielkasinos. Internationale Bedeutung hat der Mississippi Deep-Sea Fishing Rodeo, ein mehrtägiger Wettkampf in verschiedenen Disziplinen der Sportfischerei (Ende Juni oder Anfang Juli).

## Hurrikan Katrina

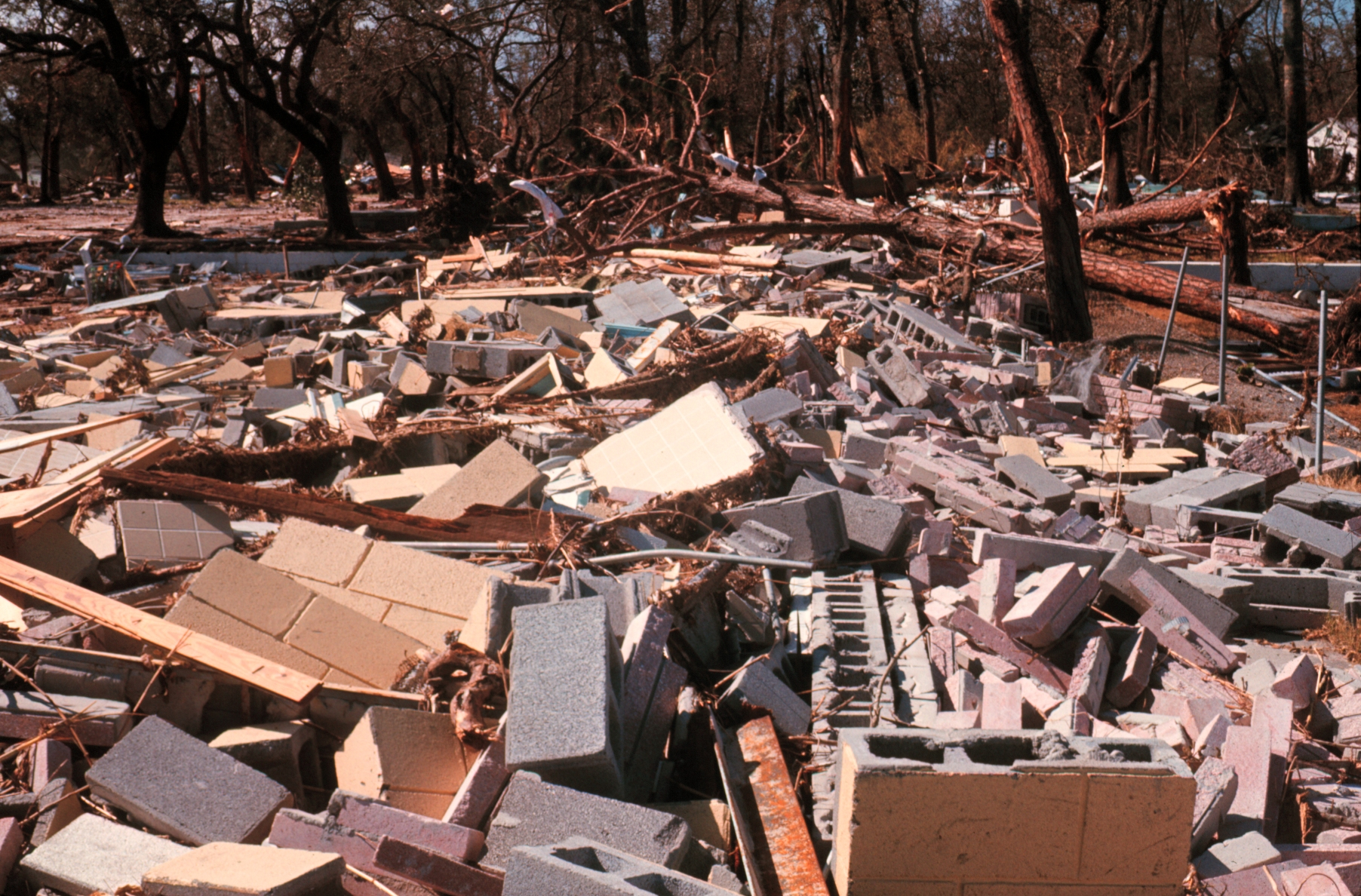
Zerstörungen durch den Hurrikan Camille am 17. August 1969 in Gulfport

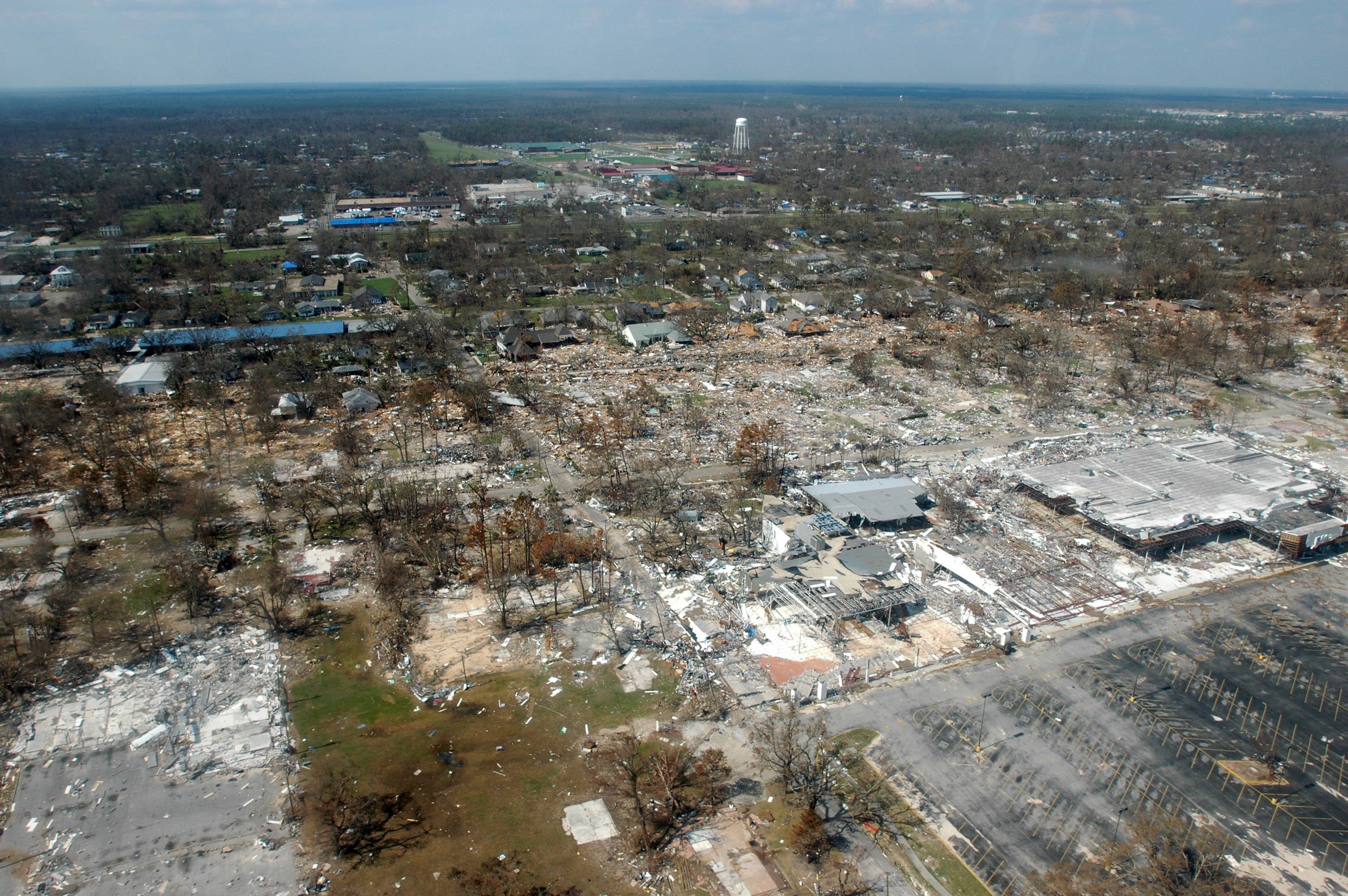
Zerstörungen durch den Hurrikan Katrina am 29. August 2005 in Gulfport

Der Hurrikan Katrina hatte am 29. August 2005 eine Windgeschwindigkeit von 217 km/h und verursachte eine bis zu 6,70 Meter hohe Flutwelle, die Gulfport überflutete und weitgehend zerstörte. Die Einfamilienhäuser wurden zerfetzt, die Mehrfamilienhäuser unbewohnbar.
Zuvor war die Stadt evakuiert worden. Zahlreiche Einwohner, welche die Stadt nicht verlassen hatten, sind durch die Flutwelle in ihren eigenen Häusern ertrunken oder mit den Trümmern ihres Hauses von der Flutwelle fortgetragen worden.
Wegen der Zerstörung aller Spielkasinos, Hotels und Motels und der Industriebetriebe in der Stadt gingen alle Arbeitsplätze verloren. Allein die Spielkasinos in Gulfport verschafften den Einwohnern vorher 14.000 Arbeitsplätze.

## Söhne und Töchter der Stadt
- Jelly Roll Morton (1885–1941), Jazzmusiker
- Albinia Jones (1914–1989), Blues- und Jazzsängerin
- Harry M. Sneed (* 1940), Software-Pionier
- Michael Horne (1943–2019), Physiker
- Billy Truax (* 1943), American-Football-Spieler
- Lem Barney (* 1945), American-Football-Spieler
- Lee James (1953–2023), Gewichtheber
- Natasha Trethewey (* 1966), Schriftstellerin
- Mahmoud Abdul-Rauf (* 1969), Basketballspieler
- Brett Lorenzo Favre (* 1969), American-Football-Spieler
- Brittney Reese (* 1986), Leichtathletin